# Ay
Ay, más átírásban Aj, Eje, uralkodói nevén Heperheperuré (ur.: kb. i. e. 1324 – i. e. 1319) az ókori Egyiptom XVIII. dinasztiájának utolsó előtti fáraója. Nem volt vér szerinti rokona a dinasztia előző uralkodóinak; feltételezett családi kapcsolatai révén sorolják még ide (a legelterjedtebb elméletek szerint III. Amenhotep főfelesége, Tije királyné a testvére volt, Ehnaton felesége, Nofertiti pedig a leánya). Az előző fáraók alatt egyre magasabb pozíciót töltött be; közvetlen elődje, a gyermekként trónra lépett Tutanhamon helyett gyakorlatilag ő kormányzott (Horemhebbel együtt).

## Családi háttere
Ay nem királyi családba született. Családja feltehetően Ahmím városából származott, mert uralkodása alatt Ay építtetett ott egy sziklába vájt kápolnát a helyi istennek, Minnek. Valószínűleg Juja és Tuja fia volt, így III. Amenhotep fáraó főfeleségének, Tije királynénak, valamint Anen főpapnak a testvére. Juja, aki feltehetőleg nem egyiptomi származású volt, Min papja és jószágainak felügyelője volt Ahmímban, befolyásos nemesember, aki abban a ritka kegyben részesült, hogy a Királyok Völgyében építtethetett sírt magának.
Lehetséges, hogy Ay lánya volt Nofertiti, Ehnaton felesége. Ay egyik címe, az it-netjer („isteni atya” vagy „az isten atyja”) utalhat arra is, hogy a fáraó apósa volt, de lehet pusztán egy papi cím is. (A címet szintén viselte apja, Juja, akinek lánya, Tije III. Amenhotep fáraó főfelesége volt.) Ay feleségét, Tejét az Ehnaton uralkodása alatt készült feliratokon „a királyné dajkája”-ként említik, sehol nem utalnak arra, hogy ő lett volna Nofertiti anyja, így ha a királyné valóban Ay lánya volt, annak egy előző házasságából születhetett. Ay lánya, Mutbenret korábbi feltételezés szerint azonos Horemheb fáraó későbbi feleségével, Mutnedzsmettel.

## Az Amarna-korban
Ay az elejétől fogva támogatta Ehnaton reformjait, melyben a fáraó többek közt megkísérelte bevezetni az egyistenhitet. Követte az újonnan épült fővárosba, Ahet-Atonba (ma: Tell el-Amarna) is, ahol sírt is építtetett magának. Érdekesség, hogy ebben a sírban maradt fenn a valószínűleg Ehnaton által írt Aton-himnusz.

## Tutanhamon uralkodása alatt
Ehnaton és a rövid ideig uralkodó Szemenhkaré után trónra kerülő Tutanhamon kilenc- vagy tízéves volt megkoronázásakor, így a tényleges uralmat nem ő gyakorolta, hanem Ehnaton két legfőbb tanácsadója, Ay vezír és Horemheb tábornok. Az ő irányításuk alatt Egyiptom kezdett visszatérni az Amarna-reformok előtti időkhöz, a régi papságok visszakapták hatalmukat, a templomokat felújították, a királyi udvar elhagyta Ahet-Atont.

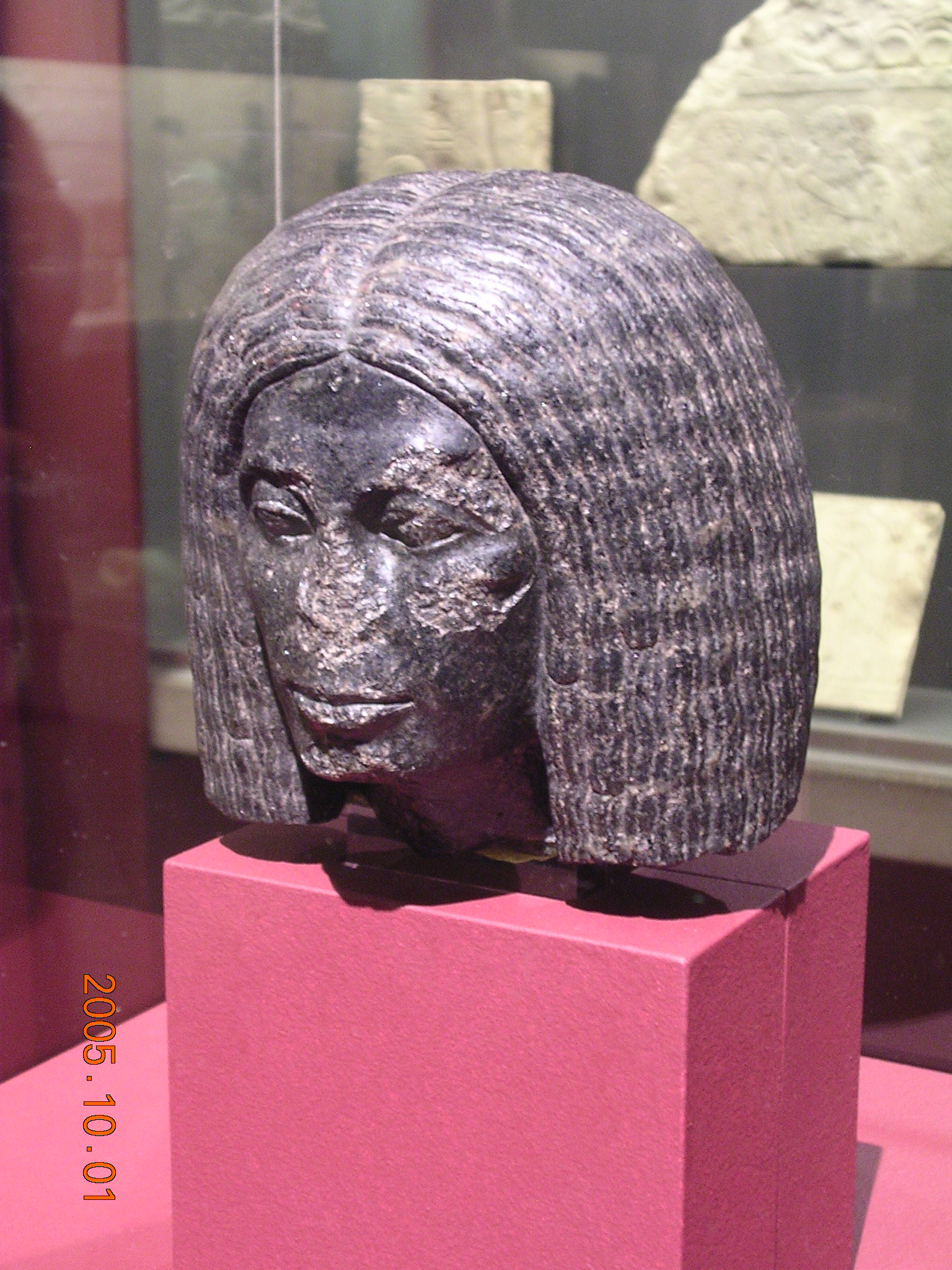
Ay, a „szürke eminenciás” fejszobra Münchenben

Az, hogy az ifjú fáraót egymás után Ay, majd Horemheb követte a trónon, sok spekulációra adott okot, főleg, mivel Tutanhamon koponyasérülései alapján lehetségesnek tartják, hogy erőszakos halált halt, épp amikor már elég idős volt ahhoz, hogy átvegye a kormányzást. Nem tűnik azonban valószínűnek, hogy Ay bántani akarta volna az ifjú fáraót, aki annak a dinasztiának az utolsó tagja volt, amelyet ő nemzedékeken át hűen szolgált, és aki valószínűleg a rokona is volt. Az sem túl valószínű, hogy az egyébként is ingatag politikai helyzetben – feszültség a régi és az új vallás hívei közt, külpolitikai fenyegetettség a külügyek évtizedeken át tartó elhanyagolása és a szövetségesek cserbenhagyása miatt – Horemheb megkísérelte volna a legitim uralkodó eltávolításával fokozni a bizonytalanságot. A legutóbbi kutatások szerint az egyébként is törékeny szervezetű Tutanhamon halálát baleset okozta. Sírjának falfestményein Ay végzi a szájmegnyitás szertartását, melyet a hagyomány szerint a fáraó utódjának kellett végeznie. Nem tudni, miért követte Tutanhamont Ay a trónon, mikor Horemhebet már Tutanhamon idejében kinevezték „a Két Föld ura helyettesének”, és feltehetőleg Tutanhamon kijelölt örököse volt arra az esetre, ha a fáraó utód nélkül halna meg. Lehetséges, hogy Ay és Anheszenamon tervet szőttek, hogy Horemheb ne kerülhessen trónra – a hettita levelekben, melyet Anheszenamon írt Szuppiluliuma királynak, annak egyik fiát kérve férjül, a királyné említi, hogy nem szeretne egy szolgája felesége lenni. A szolga kifejezés sokkal inkább takarhatta Horemhebet, mint a királyi családdal rokoni kapcsolatban álló Ayt. Ha Horemhebet így, csellel tartották távol a tróntól, az azt is megmagyarázza, miért igyekezett Horemheb később kitörölni Ay nevét a történelemből.

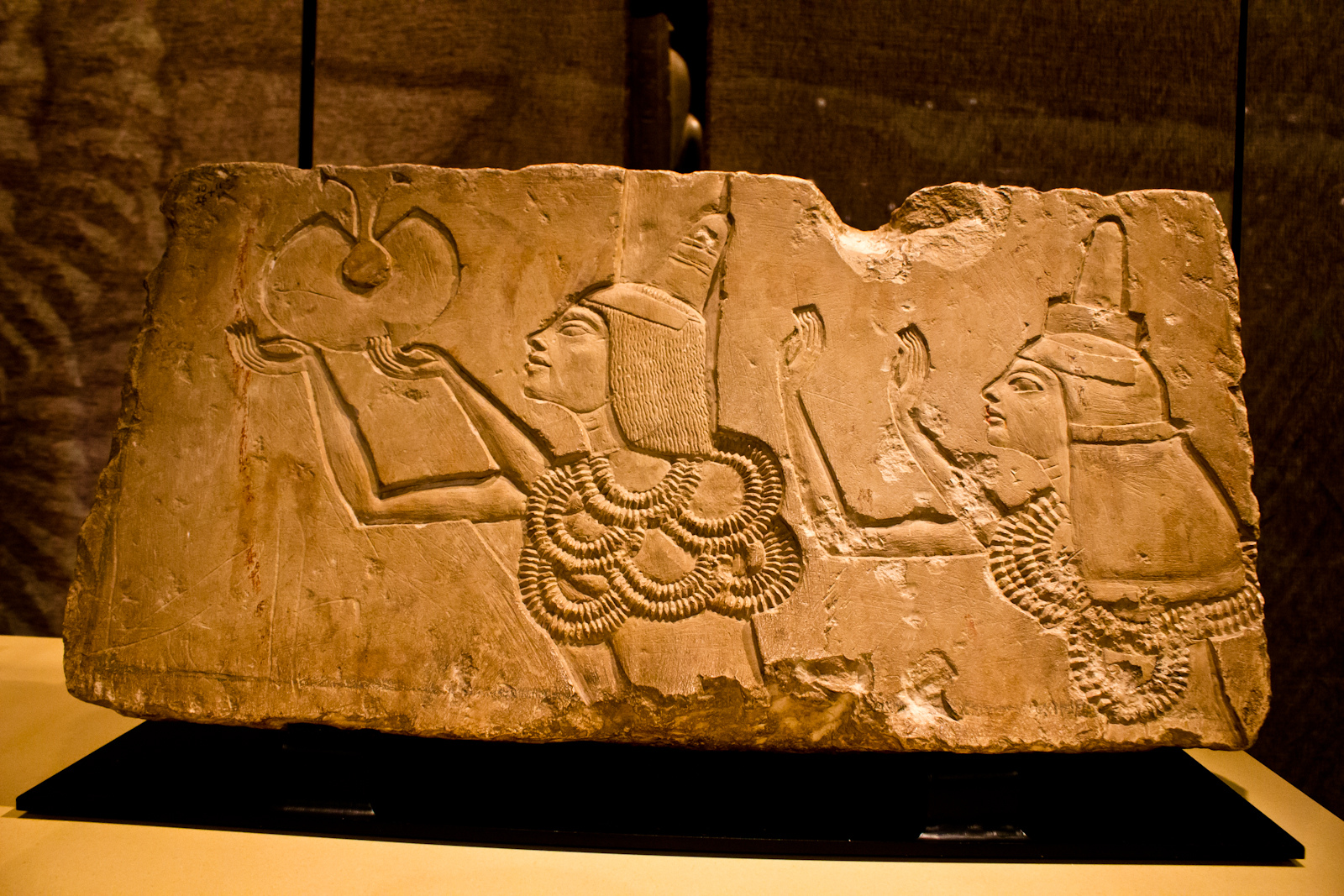
Ay kitüntetést kap Ehnatontól

## Uralkodása
Ay uralkodása – ahogy Tutanhamoné is, aminek ő állt a hátterében – a restauráció jegyében zajlott. Az ország fokozatosan visszatért a régi istenekhez, de anélkül, hogy elpusztította volna Ehnaton templomait és műemlékeit. A rombolás csak később, Horemheb uralkodása alatt vette kezdetét.
Máig vitatott, hogy Ay uralma törvényesítése érdekében feleségül vette-e Tutanhamon özvegyét, Anheszenamont. Az egyetlen tárgyi bizonyíték a házasságra egy gyűrű, amelyen Ay és Anheszenamon neve szerepel; a gyűrű azonban jelenthet társuralkodást is, nemcsak házasságot.
A kérdést eldönteni látszik Ay sírjában a falfestmény, amely a fáraót és feleségét ábrázolja. A neveket ugyan kitörölték, de a női alak feletti kártus akkora, hogy Teje neve elférne benne, Anheszenamoné viszont nem. Egyesek szerint ez utalhat arra is, hogy Anheszenamon meghalt, de az elhunyt sírjában szokás volt ábrázolni a korábban elhunyt családtagokat is. Valószínűbb, hogy Anheszenamon sosem volt Ay felesége; annál is inkább, mivel Teje viselte a „nagy királyi feleség” címet, és nehezen hihető, hogy egy alacsonyabb származású nő viselte volna ezt a címet, ha az előkelőbb születésű Anheszenamon is Ay felesége lett volna.
Mivel idős emberként került a trónra, Aynak természetesen első dolga volt sírkamráról gondoskodni. Sírja, mely ma a Nyugati Völgy 23. sorszámot viseli, eredetileg Tutanhamoné lett volna, de nem készült el az ifjú fáraó haláláig. A kamra, amelyben a szarkofág van, erős Amarna-hatást mutat, mert falfestményei hétköznapi jeleneteket mutatnak (Ay és felesége, Teje vízilóvadászaton vannak), és az ilyesmi nem volt szokásban királyi sírkamráknál. Ay szarkofágja még az ókorban elpusztult, és a falfestmények is megrongálódtak. Medinet Habuban építtetett halotti templomát Horemheb később kisajátította.
Ay egy Nahtmin nevű katonatisztet választott örökösének, amint az látszik Nahtmin és felesége egy szobrán, mely Ay uralkodása alatt készülhetett. Nahtmin itt a „koronaherceg” (repat) és „a király fia” (sza neszu) címeket viseli. Aidan Dodson és Dyan Hilton megjegyzik, hogy az említett szobor törött azon a helyen, ahol olvasható lenne, hogy valóban „a király fia” cím áll-e rajta, vagy a hasonló „kúsi királyfi” cím, mely Núbia alkirályának szokásos címe volt, de mivel Nahtmint sehol máshol nem említik alkirályként – ezt a pozíciót abban az időben egy Paszer nevű ember töltötte be – valószínűleg trónörökösi pozícióban volt. Ezt bizonyítja az is, hogy Ay emlékével együtt Nahtminét is igyekeztek kitörölni később.
Nahtmin egyik sztéléjén (Berlin 2074) elkészültének dátuma „Ay uralmának 4. éve, Akhet 4. hónapjának 1. napja”, tehát Ay több mint három évig uralkodott.

## Halála után
Horemheb minden nyomát megpróbálta eltüntetni az Amarna-reformoknak, még elődei nevét is igyekezett kitörölni a történelemből, magát közvetlenül III. Amenhotep utódjának tüntetve fel az abüdoszi királylistán. Ay sírját megszentségteleníttette, szarkofágját összetörette, nevét kivésette. A szarkofágfedelet 1972-ben Otto Schaden amerikai egyiptológus megtalálta; a fedélen, melyet törmelék temetett maga alá, még olvasható volt Ay neve a kártusban.
Horemheb második felesége, Mutnedzsmet egy feltevés szerint azonos azzal a Mutbenrettel, akit Nofertiti húgaként említenek, és aki Ay lánya volt.

## Címei
Amarnai sírjában Ay címei a következőek:
- A király barátja
- A király legjobb barátja
- Isteni atya
- Legyezőhordozó a király jobbján
- A király szeretett írnoka
- A király lovainak felügyelője (a harci szekerek tábornoka)

Ezek egy része átlagos nemesi cím, a tábornoki cím például a kor békés külpolitikáját figyelembe véve csak névleges lehetett, a legyezőhordozói cím azonban fontos, mivel tanácsadói posztot sugall.

## Regényekben
Ay fontos szereplő a következő művekben:
- Mika Waltari: Szinuhe
- Hegedüs Géza: Az írnok és a fáraó
- Paul Doherty: Gonosz árny Nyugat felől, A hiéna évadja és A kobra éve (trilógia)

## Titulatúra
A fáraók titulatúrájának magyarázatát és történetét lásd az Ötelemű titulatúra szócikkben.
| G5 |

| G5 |

| E1 · D40 | S15 | xa · Z2 |

| E1 · D40 | S15 | xa · Z2 |

| E1 · D40 | S15 | xa · Z2 |

| E1 · D40 | S15 | xa · Z2 |

| G5 |

| G5 |

| E1 · D40 | S15 | xa · Z2 |

| E1 · D40 | S15 | xa · Z2 |

| E1 · D40 | S15 | xa · Z2 |

| E1 · D40 | S15 | xa · Z2 |

| G16 |

| G16 |

| sxm | F9 · F9 | d · r · D40 | S22 · t · t · N25 |

| sxm | F9 · F9 | d · r · D40 | S22 · t · t · N25 |

| G16 |

| G16 |

| sxm | F9 · F9 | d · r · D40 | S22 · t · t · N25 |

| sxm | F9 · F9 | d · r · D40 | S22 · t · t · N25 |

| G8 |

| G8 |

| HqA | q | mAat | s | xpr | r | tA · tA |

| HqA | q | mAat | s | xpr | r | tA · tA |

| G8 |

| G8 |

| HqA | q | mAat | s | xpr | r | tA · tA |

| HqA | q | mAat | s | xpr | r | tA · tA |

| M23 | L2 |

| M23 | L2 |

| N5 | L1 | L1 | Z3 | D4 · Aa11 · t |

| N5 | L1 | L1 | Z3 | D4 · Aa11 · t |

| N5 | L1 | L1 | Z3 | D4 · Aa11 · t |

| N5 | L1 | L1 | Z3 | D4 · Aa11 · t |

| N5 | L1 | L1 | Z3 | D4 · Aa11 · t |

| N5 | L1 | L1 | Z3 | D4 · Aa11 · t |

| N5 | L1 | L1 | Z3 | D4 · Aa11 · t |

| N5 | L1 | L1 | Z3 | D4 · Aa11 · t |

| M23 | L2 |

| M23 | L2 |

| N5 | L1 | L1 | Z3 | D4 · Aa11 · t |

| N5 | L1 | L1 | Z3 | D4 · Aa11 · t |

| N5 | L1 | L1 | Z3 | D4 · Aa11 · t |

| N5 | L1 | L1 | Z3 | D4 · Aa11 · t |

| N5 | L1 | L1 | Z3 | D4 · Aa11 · t |

| N5 | L1 | L1 | Z3 | D4 · Aa11 · t |

| N5 | L1 | L1 | Z3 | D4 · Aa11 · t |

| N5 | L1 | L1 | Z3 | D4 · Aa11 · t |

| G39 | N5 | \| \| |
|     |    |       |

|  |

| G39 | N5 | \| \| |
|     |    |       |

|  |

| nTr | i | t · f | i | A2 | i | i |

| nTr | i | t · f | i | A2 | i | i |

| nTr | i | t · f | i | A2 | i | i |

| nTr | i | t · f | i | A2 | i | i |

| nTr | i | t · f | i | A2 | i | i |

| nTr | i | t · f | i | A2 | i | i |

| nTr | i | t · f | i | A2 | i | i |

| nTr | i | t · f | i | A2 | i | i |

| G39 | N5 | \| \| |
|     |    |       |

|  |

| G39 | N5 | \| \| |
|     |    |       |

|  |

| nTr | i | t · f | i | A2 | i | i |

| nTr | i | t · f | i | A2 | i | i |

| nTr | i | t · f | i | A2 | i | i |

| nTr | i | t · f | i | A2 | i | i |

| nTr | i | t · f | i | A2 | i | i |

| nTr | i | t · f | i | A2 | i | i |

| nTr | i | t · f | i | A2 | i | i |

| nTr | i | t · f | i | A2 | i | i |